# 君は恋人
『君は恋人』（きみはこいびと）は、1967年11月3日に公開された日活の歌謡映画である。監督は齋藤武市、主演は浜田光夫。カラー、シネマスコープサイズ、Westrex Recording System、映倫番号:15095。
1年4か月前、名古屋のクラブで事件に巻き込まれて目を負傷し、長期の入院生活を強いられた浜田光夫の復帰作品として、日活所属の俳優たちだけでなく、多くの歌手などが友情出演をした。

## あらすじ
事実とフィクションを織り交ぜたストーリーで、浜田光夫が俳優として映画に主演で復帰、浜田がやくざの幹部になること、そして行方が分からない初恋の百合と結婚することを夢見ていて、やくざに世界に足を踏み入れる矢代光夫を演じるというもの。

## 配役
- 浜田光夫 : 矢代光夫/浜田光夫
- 和泉雅子 : 雅子
- 克美しげる : 井上しげる
- 林家こん平 : 光夫の兄貴分・こん平
- 戸田皓久
- 近藤宏 : 中川
- 南寿美子
- 蕃ユミ(新人) : トン坊
- 弘松三郎
- 河上喜史朗
- 黒田剛
- 高田栄子
- 渡辺節子
- 玉井謙介
- 柴田新三
- 本目雅昭
- 今村弘
- 沢美鶴
- 熱海弘到
- 池沢竜
- 園田健夫
- 吉田武史
- 條隼人
- 榊功
- 千波可奈子
- 高瀬将敏 : 技斗
- 浦辺日佐夫 : 振付
- 清川虹子 : 矢代さち
- 水の江滝子 : プロデューサー

- 以下全て日活所属俳優以外の友情出演
  - 舟木一夫 : 舟山
  - 田辺昭知とザ・スパイダース : 光夫の旋盤工時代の仲間/浜田から聞かされたストーリーの内容に不満を持ち、赤井に脚本の修正を嘆願する。
  - 荒木一郎 : 荒川
  - ジャニーズ : ジャニーズに似た流し
  - 黛ジュン : 黛じゅん
  - スタジオNo１ダンサーズ : 踊り子
  - 殿岡ハツエ : ダンサー
  - 岡田眞澄 : マネージャー
  - ザ・チェリーズ
  - 中村八大 : ピアニスト
  - 坂本九 : テレビ番組「九ちゃん!」司会者
- 以下全て日活所属俳優の友情出演
  - 石原裕次郎 : 石崎監督
  - 小林旭 : 須藤ディレクター
  - 浅丘ルリ子 : 助手
  - 芦川いづみ : 芦田看護婦
  - 高橋英樹 : 高田英樹巡査
  - 渡哲也 : 脚本家・赤井
  - 松原智恵子 : 松原
  - 山本陽子 : 山本葉子
  - 山内賢 : 山川
  - 和田浩治 : 似顔絵描き
  - 川地民夫 : 川地
  - 葉山良二 : 葉川良次
  - 小高雄二
  - 深江章喜 : 深江
  - 郷鍈治
  - 橘和子
  - 太田雅子 : 冒頭で矢代とぶつかる女
  - 伊藤るり子 : 赤井の妹
  - 宍戸錠 : 石戸社長
  - 二谷英明 : 二谷医師
  - 吉永小百合 : 吉永百合

## スタッフ
- 監督 ：齋藤武市
- 企画 ：水の江滝子
- 脚本 ：若井基成
- 撮影 : 山崎善弘
- 照明 : 大西美津男
- 録音 : 高橋三郎
- 美術 : 坂口武玄
- 編集 : 近藤光雄
- 助監督 : 樋口頴一
- 色彩計測 : 畠中照夫
- 現像 ：東洋現像所
- 製作担当者 ：長谷川朝次郎
- 協賛 ：ヨット鉛筆株式会社
- 音楽 ： 中村八大、小野崎孝輔
- 主題歌 : 「君は恋人」(作詞:佐藤三郎、補作詞:岩谷時子、作曲:中村八大)「旅に出るなら」(作詞:岩谷時子、作曲:中村八大) : 浜田光夫(東芝レコード)
- 挿入歌 : 「愛につつまれて」(作詞:丘灯至夫、作曲:戸塚三博) : 舟木一夫(コロムビアレコード)、「いつか何処かで」(作詞:加味優、作曲:服部克久) : ジャニーズ(ビクターレコード)、「さすらい」(作詞:十二村哲、作曲:北原じゅん) 「愛すればこそ君に」(作詞:十二村哲、作曲:寺沢一馬): 克美しげる(東芝レコード)、「君に捧げん」「いとしのマックス」(作詞・作曲:荒木一郎): 荒木一郎(ビクターレコード)、「アヒルの行進」(作詞:近藤幸彦、作曲:中村八大)、「バン・バン」(作詞・作曲:かまやつひろし): ザ・スパイダース(フィリップスレコード)、「恋のハレルヤ」(作詞:中西礼、作曲:鈴木邦彦) : 黛ジュン(東芝レコード)

## 併映作品
- 『赤木圭一郎は生きている 激流に生きる男』